# Samah Subay
Samah Subay (àrab: سماح سبيع, Samāḥ Samīʿ) és una advocada iemenita que treballa proporcionant suport legal a les famílies amb fills «desapareguts». Aquests desapareguts són el resultat de la Guerra Civil Iemenita (2015-present), on moltes persones han estat detingudes, torturades i recloses en llocs desconeguts. Com a resultat, les famílies no saben on o quan estan detinguts els seus membres o si estan bé.
Com a resultat del seu treball, Subay ha estat inclosa en la llista de la BBC de les 100 dones més inspiradores i influents de tot el món de l'any 2019.